# Antonina Amalia z Brunszwiku-Wolfenbüttel
Antonina Amalia z Brunszwiku-Wolfenbüttel, niem. Antoinette Amalie von Braunschweig-Wolfenbüttel (ur. 22 kwietnia 1696 w Wolfenbüttel, zm. 6 marca 1762 w Brunszwiku) – córka księcia Brunszwiku Ludwika Rudolfa i jego żony Krystyny Oettingen, księżna Brunszwiku-Bevern.

## Życiorys
W 1712 roku poślubiła swojego dalekiego kuzyna Ferdynanda Albrechta II z Brunszwiku-Lüneburga. Ze związku przyszło na świat czternaścioro dzieci :
- Karol (1713–1780) – książę Brunszwiku,
- Antoni (1714–1774) – jego żoną była Anna Leopoldowna, a ich synem car Iwan VI Romanow,
- Elżbieta Krystyna (1715–1797) – żona króla Prus Fryderyka II,
- Ludwik Ernest (1718–1788),
- August (1719–1720),
- Ferdynand (1721–1792),
- Luiza Amelia (1722–1780) – żona księcia pruskiego Augusta Wilhelma. Ich synem był m.in. Fryderyk Wilhelm II król Prus,
- Zofia (1724–1802) – żona księcia Saksonii-Coburg-Saalfeld Ernesta Fryderyka,
- Albrecht 1725–1745),
- Szarlota Krystyna Luiza (1726–1766),
- Teresa (1728–1778),
- Julianna (1729–1796) – żona króla Danii Fryderyka V,
- Fryderyk Wilhelm (1731–1732)
- Fryderyk (1732–1758).

Jej siostrą była Szarlota Krystyna żona carewicza Aleksego Piotrowicza, matka cesarza Piotra II Romanowa oraz Elżbieta Krystyna cesarzowa Świętego Cesarstwa Rzymskiego żona Karola VI Habsburga i matka Marii Teresy.

## Wywód przodków
| 4. Antoni Ulryk z Brunszwiku-Lüneburga               |  |                                         |  |  |                                           |
|                                                      |  | 2. Ludwik Rudolf z Brunszwiku-Lüneburga |  |  |                                           |
| 5. Elżbieta Julianna ze Szlezwiku-Holsztyna-Norburga |  |                                         |  |  |                                           |
|                                                      |  |                                         |  |  | 1. Antonina Amalia z Brunszwiku-Lüneburga |
| 6. Albert Ernest I Oettingen                         |  |                                         |  |  |                                           |
|                                                      |  | 3. Krystyna Luiza Oettingen             |  |  |                                           |
| 7. Fryderyka Wirtemberska                            |  |                                         |  |  |                                           |
|                                                      |  |                                         |  |  |                                           |